# گرگ‌گش
گرگ‌کُش گیاهی است از تیرهٔ آلالگان. در برخی منابع این گیاه با معرب نام لاتین خود، آقونیطون شناخته می‌شود.

## ویژگی‌ها
گرگ‌کُش گیاهی پایا است با ساقه افراشته و ریشهٔ پیازی و برگ‌های متناوب پنجه‌ای. در قسمت فوقانی ساقه یک خوشه گل به صورت منشعب دیده می‌شود که از گل‌های آبی و به شکل کلاهخود تشکیل شده‌است. میوه آن بادکرده است. نوع اروپایی آن در تمام منطقه معتدله تا سوئد یافت می‌شود و به‌طور خودرو در بیشه زارهای تاریک و جنگل‌های پهن برگ می‌روید. این گیاه در بسیاری از کشورها تحت حمایت قرار دارد و آن را برای تهیه دارو در صنعت داروسازی به مقدار زیاد کشت می‌کنند.
جهت تکثیر گرگ‌کش از پیاز گیاه استفاده می‌شود.

## کاربردهای دارویی
قسمت قابل استفاده نیز پیازها هستند که پس از درآوردن از خاک و تمیز کردن باید آن‌ها را به‌طور طولی بُرید و سریعاً در درجه حرارت ۴۰ تا ۵۰ درجه سانتیگراد برای خشک شدن قرار داد. دستکاری و جمع‌آوری این گیاه نیاز به مراعات و احتیاط زیادی دارد، زیرا همه قسمت‌های آن سمی هستند. پیاز این گیاه تا ۱/۵ درصد محتوی ترپنوئید ازته _ اکونیتین، ناپلین، بنزیل اکونیتین _ قند، نشاسته و دیگر مواد است. اکونیتین در دوزهای بالا یکی از قویترین سموم برای سیستم عصبی است و پیاز این گیاه اساساً برای به‌دست آوردن این آلکالوئید جمع‌آوری می‌شود. اکونیتین در ترکیبات دارویی آنالزیک (بی‌حس کننده) در روماتیسم‌ها، نقرس، سیاتیک و درد دندان به کار می‌رود. فقط در صورت تجویز پزشک می‌توان از آن استفاده نمود. این دارو همچنین مرهم مؤثری علیه دردها و ناراحتی‌های ناشی از سرماخوردگی شمرده می‌شود.
مسمومیت با آقونیطون در آغاز با ترشح بزاق به مقدار زیاد، احساس خفگی، لرز، تشدید ضربان نبض و آهنگ تنفسی مشخص می‌شود. ۱۰ گرم از این ریشه مرگ‌آور است.